# Zwart Front
Zwart Front (Schwarze Front), später umbenannt in Nationaal Front (Nationale Front), war eine faschistische, von 1934 bis 1941 aktive Organisation und politische Partei in den Niederlanden.
Im Mai 1934 gründete der Politiker Arnold Meijer die rechtsextreme, antisemitische und antikapitalistische, stärker am italienischen Faschismus Mussolinis als dem deutschen Nationalsozialismus orientierte Zwart Front. Die Partei zielte vornehmlich auf katholische Wähler und Mittelständler ab und ihre Mitglieder rekrutierten sich aus dem Algemeene Nederlandsche Facisten Bond (Allgemeiner Niederländischer Faschistenbund, ANFB). Nach der Verurteilung der Zwart Front durch römisch-katholische Bischöfe, die zur Treue gegenüber Königin, Demokratie und der Römisch-Katholischen Staatspartei aufriefen, nahm das Interesse der katholischen Wähler an der Zwart Front schnell ab. Viele Mitglieder und Anhänger trennten sich von der Organisation.
Bei den Wahlen zur Zweiten Kammer von 1937 erreichte die Partei 8178 Stimmen – zu wenig, um einen Sitz zu erhalten.
Nach der Besetzung des Landes durch die Deutschen bot die im April 1940 in Nationaal Front umbenannte Partei den Besetzern eine Zusammenarbeit an. Sie stellte aber diverse Bedingungen, bspw. die, eine selbständige niederländische Organisation zu bleiben. Als Deutschland die Niederländer zum Krieg gegen die Sowjetunion aufrief, bestand Meijer im Namen der Nationaal Front darauf, dass niederländische Soldaten ihren Eid auf die niederländische Flagge ablegen sollten. Zuvor hatte sich Meijer schon im Namen der Zwart Front in einem Brief persönlich an Adolf Hitler gewandt und die Judenverfolgung im Deutschen Reich kritisiert. Zur Beendigung der Diskussionen verbot Deutschland die Organisation im Dezember 1941.